# Steppen gryer
Steppen gryer (russisk: Степные зори) er en sovjetisk dramafilm fra 1953 instrueret af Lev Saakov. Filmen er baseret på Boris Bednijs bog af samme navn.
Filmen modtog den 25. marts 1953 tilladelse til at blive distribueret i hele Sovjetunionen, bortset fra i Moskva, Leningrad og hovedstæderne i Unionsrepublikkerne, men derefter indførte USSR's kulturministerium et fuldstændigt forbud mod fremvisninger af filmen "i lyset af ekstremt lavt ideologisk og kunstnerisk niveau." Filmen lå derfor på arkiv i mange år.

## Handling
En ung kvinde kommer til en landsby for at arbejde og begynder at arbejde i Komsomols opdyrkningsbrigade. 

## Medvirkende
- Ija Arepina som Varja
- Lev Fritjinskij som Stjopa
- Nikolaj Moskalenko som Aleksej
- Jurij Sarantsev som Psjenitsyn
- Georgij Gumilevskij som Pavel